# Tour de Gila
El Tour de Gila (oficialmente Silver City Tour of the Gila) es una competición de ciclismo en ruta por etapas estadounidense para hombres y mujeres, que se disputa en el estado de Nuevo México.
Su primera edición fue en 1987 y se desarrolla en las inmediaciones de la ciudad de Silver City. La carrera integra el calendario nacional estadounidense y la competición masculina cuenta con 5 etapas, siendo tres en ruta, una contrarreloj y un critérium. Todas sus ediciones han sido puntuables para la USA Cycling National Racing Calendar.
Luego de algunos problemas financieros que hicieron peligrar su disputa en 2009, a partir de ese año entró como patrocinador principal de la carrera la empresa fabricante de componentes para biciclietas SRAM, tomando el nombre de SRAM Tour of the Gila. También recibió un fuerte impulso debido a que, tras un acuerdo con la UCI en 2009 y 2010 pudieron competir ciclistas renombrados como Lance Armstrong, Levi Leipheimer, Chris Horner, David Zabriskie y Tom Danielson, todos ellos compitiendo con equipos amateurs. En 2011, la participación de ciclistas de equipos UCI ProTeam fue prohibida debido a que se había logrado que la carrera se integrara en el UCI America Tour, dentro de la categoría 2.2 (última categoría del profesionalismo), con lo cual se convertía en una prueba internacional, pero los organizadores no tuvieron la financiación suficiente y finalmente quedó fuera del calendario. A partir de 2012, si ha sido incluida en el calendario del UCI America Tour, dentro de la categoría 2.2 y en 2013 cambió su nombre a Silver City Tour of the Gila.
La versión femenina siempre ha sido amateur hasta el 2015 que empezó a ser profesional dentro de la categoría 2.2 (última categoría del profesionalismo).

## Palmarés
| Año                     | Ganador             | Segundo             | Tercero            |           |
| ----------------------- | ------------------- | ------------------- | ------------------ | --------- |
| ediciones amateur       |                     |                     |                    |           |
| 1987                    | Andy Bishop         |                     |                    |           |
| 1988                    | Gavin O'Grady       |                     |                    |           |
| 1989                    | John Lieswyn        |                     |                    |           |
| 1990                    | Andrew Miller       |                     |                    |           |
| 1991                    | Björn Bäckmann      |                     |                    |           |
| 1992                    | Kevin Livingston    |                     |                    |           |
| 1993                    | José Robles López   |                     |                    |           |
| 1994                    | Andrew Miller       |                     |                    |           |
| 1995                    | Jonathan Vaughters  |                     |                    |           |
| 1996                    | Burke Swindlehurst  |                     |                    |           |
| 1997                    | Bart Bowen          |                     |                    |           |
| 1998                    | Burke Swindlehurst  |                     |                    |           |
| 1999                    | Chris Wherry        |                     |                    |           |
| 2000                    | Eric Wohlberg       | Eddy Gragus         | Doug Ziewacz       |           |
| 2001                    | Scott Moninger      | Michael Creed       | Doug Ziewacz       |           |
| 2002                    | Chris Wherry        | Scott Moninger      | Danny Pate         |           |
| 2003                    | Andrew Miller       | Ubaldo Mesa         | Todd Wells         |           |
| 2004                    | Scott Moninger      | Michael Jones       | Davide Frattini    |           |
| 2005                    | Burke Swindlehurst  | Ivan Stévic         | Ubaldo Mesa        |           |
| 2006                    | Christopher Baldwin | Scott Moninger      | Burke Swindlehurst |           |
| 2007                    | Nathan O'Neill      | Christopher Baldwin | Scott Moninger     |           |
| 2008                    | Gregorio Ladino     | Burke Swindlehurst  | Anthony Colby      |           |
| 2009                    | Levi Leipheimer     | Lance Armstrong     | Phil Zajicek       |           |
| 2010                    | Levi Leipheimer     | Tom Danielson       | Phil Zajicek       |           |
| 2011                    | Paco Mancebo        | Dale Parker         | Lachlan Morton     |           |
| ediciones profesionales |                     |                     |                    |           |
| 2012                    | Rory Sutherland     | Chad Beyer          | Joe Dombrowski     |           |
| 2013                    | Philip Deignan      | Phillip Gaimon      | Paco Mancebo       |           |
| 2014                    | Carter Jones        | Gregory Brenes      | Rob Britton        |           |
| 2015                    | Rob Britton         | Daniel Jaramillo    | Gavin Mannion      |           |
| 2016                    | Lachlan Morton      | Alexander Cataford  | Rob Britton        |           |
| 2017                    | Evan Huffman        | Serghei Țvetcov     | Taylor Eisenhart   |           |
| 2018                    | Rob Britton         | Gavin Mannion       | Kyle Murphy        |           |
| 2019                    | James Piccoli       | Óscar Sevilla       | Nickolas Zukowsky  |           |
| 2020                    | cancelada           | cancelada           | cancelada          | cancelada |
| 2021                    | cancelada           | cancelada           | cancelada          | cancelada |
| 2022                    | Sean Gardner        | Matteo Dal-Cin      | Torbjørn Røed      |           |
| 2023                    | Alex Hoehn          | Óscar Sevilla       | Torbjørn Røed      |           |
| 2024                    | Tyler Stites        | Walter Vargas       | Wilmar Paredes     |           |
| 2025                    | Kieran Haug         | Eric Brunner        | José Ramon Muñiz   |           |

## Palmarés por países
| País           | Victorias |
| -------------- | --------- |
| Estados Unidos | 25        |
| Canadá         | 4         |
| Australia      | 3         |
| Colombia       | 2         |
| Suecia         | 1         |
| España         | 1         |
| Irlanda        | 1         |